# بخش مرکزی شهرستان باروق
بخش مرکزی، یکی از بخش‌های شهرستان باروق در استان آذربایجان غربی ایران است. مرکز این بخش، شهر باروق است.

## تقسیمات کشوری
- بخش مرکزی شهرستان باروق
  - دهستان باروق
  - دهستان نادرگلی

شهر: باروق

## جمعیت
بر پایه سرشماری عمومی نفوس و مسکن در سال ۱۳۹۵، جمعیت بخش مرکزی شهرستان باروق برابر با ۱۵٬۸۰۰ نفر بوده است.